# Заровняев, Анатолий Иванович
Анатолий Иванович Заровняев (1922—1977) — участник Великой Отечественной войны, в годы войны — командир звена 76-го гвардейского штурмового авиационного полка 1-й гвардейской штурмовой авиационной дивизии 1-й воздушной армии 3-го Белорусского фронта. Член ВКП(б) с 1944 года.

## Биография
Родился 11 января 1922 года в деревне Сюдумарь ныне Мари-Турекского района Республики Марий Эл в семье крестьянина. Русский. В 1930 году семья переехала в город Ижевск. В 1937 году он окончил семилетнюю школу и поступил на работу учеником токаря на Ижевский машиностроительный завод. С декабря 1940 года занимался в Ижевском аэроклубе, который успешно окончил.
В мае 1941 года Пастуховским райвоенкоматом Ижевска Удмуртской АССР призван в армию. Был направлен в Балашовскую авиационную школу пилотов, которую окончил в 1943 году в звании младшего лейтенанта. Полгода в запасном учебно-тренировочном авиаполку осваивал технику пилотирования и тактику боевого применения штурмовика Ил-2.
В действующей армии — с апреля 1944 года. Начал воевать на 4-м Украинском фронте, освобождавшем Крым. Первый боевой вылет в составе 76-го гвардейского штурмового авиаполка совершил 7 мая 1944 года на штурмовку переднего края обороны противника у Сапун-горы — сильнейшего рубежа немцев на подступах к Севастополю. Вылеты следовали один за другим. Были подбит немецкий танк, сожжены 2 автомашины, отбиты атаки четырёх «фокке-вульфов», уничтожены десятки солдат.
После освобождения Севастополя полк, в котором служил Заровняев, был перебазирован на 3-й Белорусский фронт, который 23 июня 1944 года перешёл в наступление на Витебском, Оршанском и Минском направлениях. После бомбовых ударов и артподготовки в пробитые бреши прорвались танки и пехота при поддержке штурмовой авиации. Глубоко эшелонированная оборона противника рухнула.
Следующим этапом был город Орша. Перед штурмовиками была поставлена задача — не допустить вывоза немцами из Орши заводского оборудования, военной техники и материальных ресурсов. Скрытно подойдя к цели, штурмовики внезапным ударом разбомбили головной эшелон. На магистрали образовалась пробка. Из Орши не вышел ни один железнодорожный состав.
На 3-м Белорусском фронте Заровняев совершил 114 боевых вылетов. Несмотря на жестокий зенитный огонь, которому подвергаются штурмовики над целью, ни разу его самолёт не был подбит.
В сентябре 1944 года советские штурмовики громили противника в Восточной Пруссии. Заровняев уже в звании гвардии лейтенанта водил пару и звено. Часто, особенно в «слепую» погоду, летал на «свободную охоту», самостоятельно выбирая цели для бомбежки и обстрела — колонны танков и автомашин, скопления пехоты, артиллерийские позиции.
В конце октября 1944 года перед штурмовиками была поставлена задача — уничтожить артиллерию и танки гитлеровцев в районе Шталупенен. Заровняев был в составе вылетевшей на задание шестёрки штурмовиков. В момент разворота на цель штурмовики были атакованы четвёркой вражеских истребителей. Заровняев меткой очередью сбил одного и тут же сбросил бомбы на цель.
В январе 1945 года Заровняев в составе полка наносил удары в районах Тутшен, Бруджен и Драгупенен. Был взорван склад с боеприпасами, уничтожено много техники. В районе Бруджен подбил два танка, а у Драгупенена, снизившись до 50 метров, выполнил шесть заходов на цель, выведя из строя самоходное орудие и два миномётных расчёта.
5 февраля штурмовики получили задание уничтожить самоходную артиллерию врага у города Крайцбург. При подходе к цели они встретили плотный огонь зенитной артиллерии. Командир приказал Заровняеву подавить зенитки. Заровняев снизился до 100 метров и в упор расстрелял зенитчиков, обеспечив дальнейшую эффективную боевую работу всей группы.
17 февраля, будучи ведущим пары в составе группы, атаковал танки и артиллерию в районе Мельзак. На подходе к цели он заметил три замаскированных орудия, ведущих огонь. После первого захода два орудия были подбиты, вторым заходом — подбито третье орудие и уничтожена прислуга.
18 февраля в районе Пинтен Заровняев уничтожил три автомашины, вывел из строя танк. Ещё через три дня взорвал самоходное орудие и уничтожил миномётную батарею.
13 марта Заровняева назначили командиром звена, а 2 апреля ему было присвоено звание старшего лейтенанта. Одновременно ему вручили орден Красного Знамени. Это была его четвёртая боевая награда.
В конце апреля в составе большой группы штурмовиков Заровняев вышел на штурмовку истребительного аэродрома противника в районе северо-западнее Фишхаузена. Во время удара штурмовиков некоторые вражеские истребители попытались взлететь и отразить налёт. Заровняев сбил один из истребителей, который пытался атаковать самолёт капитана Протчева.
За три захода аэродром врага был полностью уничтожен, четыре самолёта противника было уничтожено в воздухе, 22 — на земле.
К 4 апреля он совершил 120 боевых вылетов (все — на одном самолёте).
К 4 мая 1945 года на счету Заровняева было 40 подбитых танков, 8 сожжённых самолётов на земле и 2 — в воздухе, 2 потопленных в Балтийском море транспорта, большое количество уничтоженных автомашин, артиллерийских орудий, живой силы противника.
Участвовал в историческом Параде Победы 24 июня 1945 года в Москве на Красной площади.
В 1946 году был уволен в запас. Работал на авиазаводе, затем уехал на Камчатку, потом вернулся в Ижевск. Здесь работал токарем на машиностроительном заводе, шофёром, начальником автоколонны.
Скончался 13 сентября 1977 года. Похоронен на Хохряковском кладбище в Ижевске.

## Награды
- Медаль «Золотая Звезда» (указ от 29 июня 1945, № 7470);
- орден Ленина;
- два Ордена Красного Знамени;
- орден Отечественной войны 1-й степени;
- орден Отечественной войны 2-й степени;
- медали.